# АИ-450
АИ-450 — турбовальный двухроторный двигатель, разработанный «Запорожским машиностроительным конструкторским бюро „Прогресс“ имени академика А. Г. Ивченко» в 1988 году. Двигатель АИ-450 предназначен для лёгких вертолётов и самолётов в классе взлётной массы 1500-4000 кг и может быть использован в составе как двухдвигательных, так и однодвигательных силовых установок летательных аппаратов, а также как вспомогательная силовая установка.

## Конструкция
АИ-450 выполнен по двухроторной схеме, включающей ротор газогенератора и ротор свободной турбины. Свободная турбина передаёт мощность на редуктор, который установлен спереди двигателя, через вал, проходящий внутри вала ротора газогенератора.
Двигатель состоит из трех модулей:
- редуктора с коробкой приводов агрегатов, встроенных в единый корпус;
- газогенератора, объединяющего входное устройство, компрессор, камеру сгорания и турбину компрессора;
- свободной турбины с ее валом.

Каждый из роторов установлен на двух подшипниковых опорах, вмонтированных в статор двигателя.
Одноступенчатый компрессор включает в себя центробежное колесо, радиальный лопаточный диффузор и осевой спрямляющий аппарат. Передний корпус компрессора является силовым элементом двигателя, в котором расположена передняя опора ротора газогенератора. Камера сгорания кольцевого типа.
Для сокращения длины двигателя проточная часть камеры сгорания выполнена с поворотом на 180 градусов. Турбина компрессора сверхзвуковая, одноступенчатая с охлаждаемыми сопловыми и рабочими лопатками, изготовленными из жаропрочного сплава. Свободная турбина осевая, одноступенчатая, неохлаждаемая.
Система управления двигателя электронная, двухканальная с дополнительным гидромеханическим резервным каналом. Контроль за работой двигателя и диагностирования выполняются с помощью бортовых и наземных средств контроля за параметрами датчиков и сигнализаторов, установленных на двигателе.
В мае 2021 стало известно, что конструкторское бюро «Прогресс» начало испытания разработанного на Украине воздушного винта AI-P500V5. Исходя из опубликованной информации, пятилопастный воздушный винт, разработанный украинскими специалистами, «создан для использования с двигателем AИ-450T в составе БПЛА различного назначения».

## Модификации
- АИ-450 — базовый;
- АИ-450М — предназначен для установки на модернизированный вертолёт Ми-2М и вертолеты многоцелевого назначения;
- АИ-450-МС — современная двухвальная вспомогательная силовая установка с эквивалентной мощностью 222 кВт. Предназначена для использования на пассажирских самолетах Ан-148 и других самолетах различного назначения. Выпускается с декабря 2003 года;
- АИ-450ТП — форсированный по отношению к базовому двигателю на 12,8%;
- АИ-450С — современный вариант для двух- и однодвигательных самолетов авиации общего назначения, используется на Diamond DA50-JP7[3], Bayraktar Akıncı и Evektor EV-55 Outback (модификация АІ-450С-2[4])